# Cobra (US-amerikanische Band)
Cobra war eine Hardrock-Band aus den USA, die 1983 ein Album veröffentlichte und deren bekannteste Musiker der spätere Survivor-Sänger Jimi Jamison und der ehemalige Krokus- und spätere Asia-Gitarrist Mandy Meyer waren.

## Geschichte
Cobra entstand 1982 in Memphis (Tennessee), in der Besetzung Jimi Jamison, (Gesang, Ex-Target, † 31. August 2014 in Memphis), Mandy Meyer (Gitarre, Ex-Krokus), Jack Holder (Gitarre, Ex-Black Oak Arkansas), Tommy Keiser (Bass) und Jeff Klaven (Schlagzeug). Das erste und einzige Album First Strike wurde von Tom Allom (u. a. Judas Priest) produziert und erschien 1983. Im britischen Musikmagazin Kerrang! belegte das Album Platz 1 der Import-Charts. Nach Konzerten in den Vereinigten Staaten (u. a. mit Quiet Riot, Nazareth und Krokus) erhielt Sänger Jamison das Angebot, Dave Bickler bei Survivor zu ersetzen, was das Ende der Band bedeutete.
1985 veröffentlichen Van Zant den Song I’m A Fighter, der aus der Feder von Meyer und Jamison stammt und ursprünglich für das geplante, aber nie aufgenommene zweite Cobra-Album geschrieben wurde. Das Stück kletterte auf Platz 30 der US-Billboard-Single-Charts und ist eine beliebte Hymne bei den amerikanischen WWF-Wrestling-Kämpfen.
1994 nahm die Schweizer Rockband Gotthard den Cobra-Song Travelin’ Man auf. Mandy Meyer, Komponist dieses Songs, stieg drei Jahre später bei Gotthard ein. Im Jahr 2002 coverten Gotthard einen weiteren Song vom Cobra-Debütalbum. Looking At You erschien auf dem Balladenalbum One Life One Soul.

## Sonstiges
Eine australische Band gleichen Namens veröffentlichte 1981 das Album Soldier of Loneliness, EMI EMC 2724 (Australien), produziert von Kim Fowley.

## Diskografie
- 1983: First Strike (Album, Epic Records)